# Mangshi
Mangshi (芒市S, MángshìP) è una città-contea della Cina, situata nella provincia di Yunnan e amministrata dalla prefettura autonoma dai e jingpo di Dehong.